# Rio Cotnari
O Rio Cotnari é um rio da Romênia, afluente do Răşcana, localizado no distrito de Iaşi.